# Elze
Elze is een stad en gemeente in de Duitse deelstaat Nedersaksen, en maakt deel uit van het Landkreis Hildesheim. Elze telt 8.975 inwoners.

## Stadsdelen
| Stadsdeel  | Situering t.o.v. centrum stad Elze | km²   | Aantal inw. (30 juni 2022) |
| ---------- | ---------------------------------- | ----- | -------------------------- |
| Elze zelf  | -                                  | 14,68 | 5.985                      |
| Esbeck     | 6 km ZW                            | 7,05  | 431                        |
| Mehle      | 3 km W                             | 9,67  | 1.086                      |
| Sehlde     | 4 km ZW                            | 4,95  | 445                        |
| Sorsum     | 3 km NW                            | 2,46  | 251                        |
| Wittenburg | 1 km W van Sorsum                  | 2,24  | 102                        |
| Wülfingen  | 3 km N                             | 6,65  | 834                        |

(bron:)
De overgrote meerderheid van de christenen in de gemeente is evangelisch-luthers.

### Wapensvan deelgemeentes van Elze

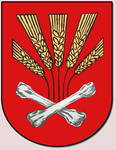
Esbeck
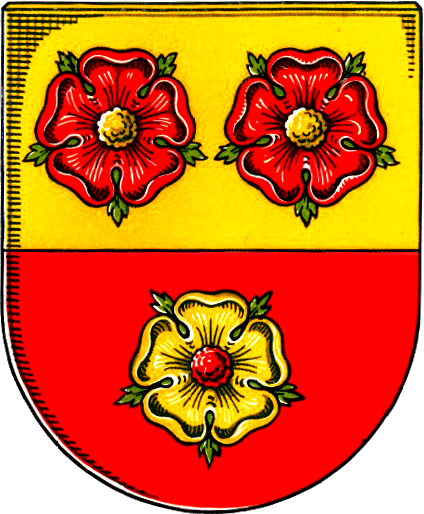
Mehle
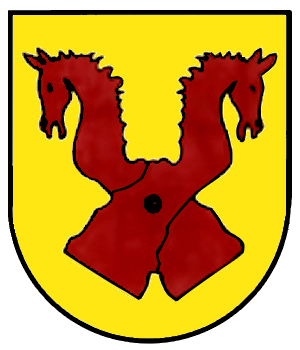
Sorsum
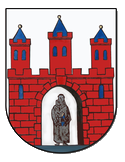
Wittenburg (Elze)

## Ligging, infrastructuur
De gemeente grenst onder andere in het westen aan Salzhemmendorf en in het noorden aan Springe in de Regio Hannover. Ruwweg ligt Elze halverwege de steden Hannover en Hildesheim.
Te Elze kruisen de Bundesstraße 1 (west<->oost) en de Bundesstraße 3 (noord <->zuid) elkaar. Het stadsdeel Mehle ligt aan de B1, Wülfingen aan de B3.

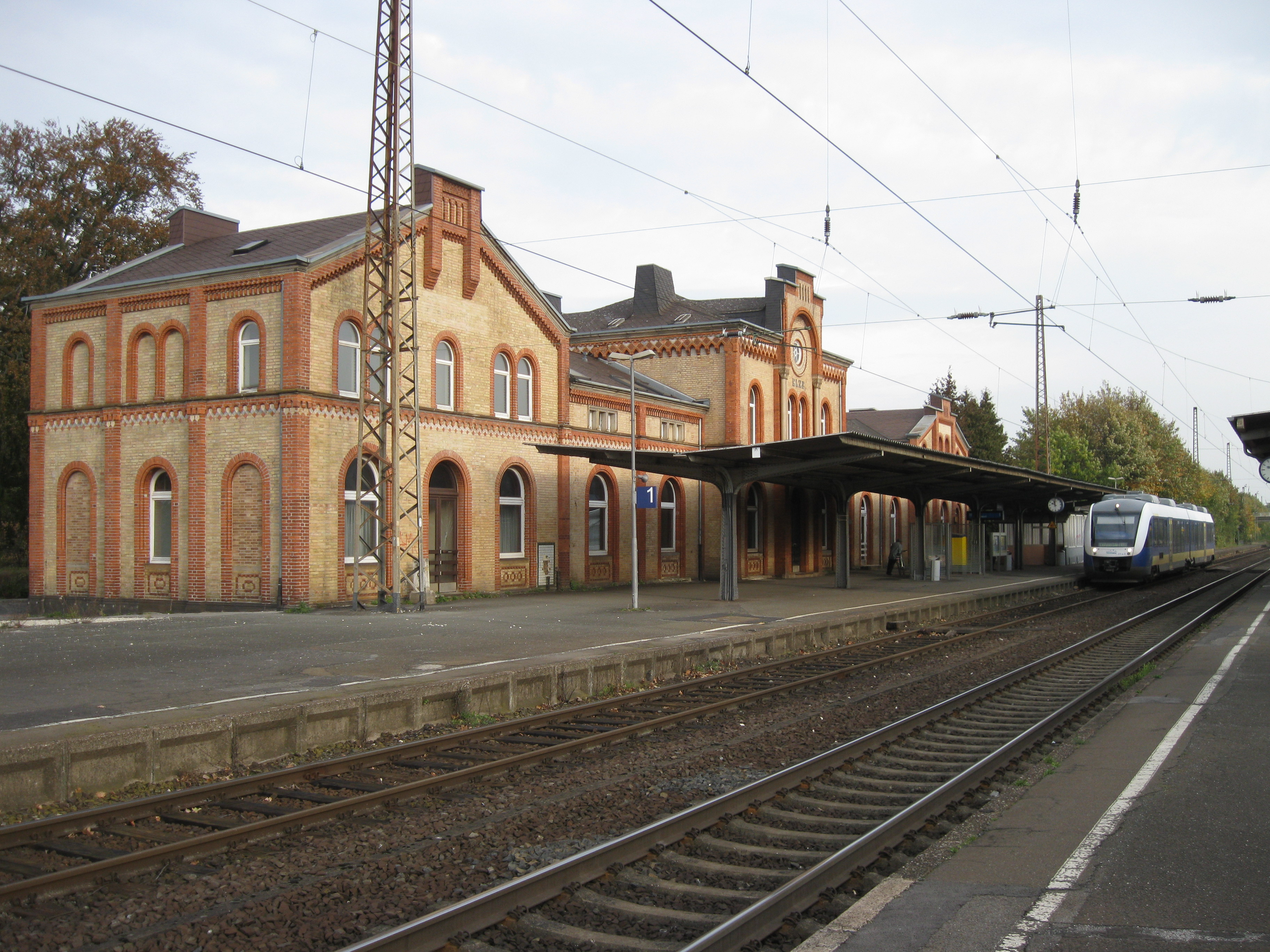
Stationsgebouw

De stad is een verkeersknooppunt op de spoorlijnen Hannover-Kassel en Weserbahn. De Spoorlijn Bodenburg - Elze, geopend in 1901, was gesloten tussen 1970 en 1994.

## Geschiedenis, economie
Het gebied van Elze was al bewoond voor het jaar 800. Karel de Grote stichtte een bisdom in Oostfalen onder het beschermheerschap van de apostelen Petrus en Paulus, dat aanvankelijk gevestigd was in Elze (dat toen Aulica heette), maar in 822 naar Hildesheim werd verplaatst. De plaatsnaam is afgeleid ofwel van het Latijnse aula (zaal, ook zaal van de prinsen) of Germaanse ulin (rot, vochtig, muf).
Het dorp Mehle had vanaf 1694 een steenkoolmijn. Wanneer deze gesloten werd, is onbekend. Op 18 november 1824 brandde driekwart van de stad af.

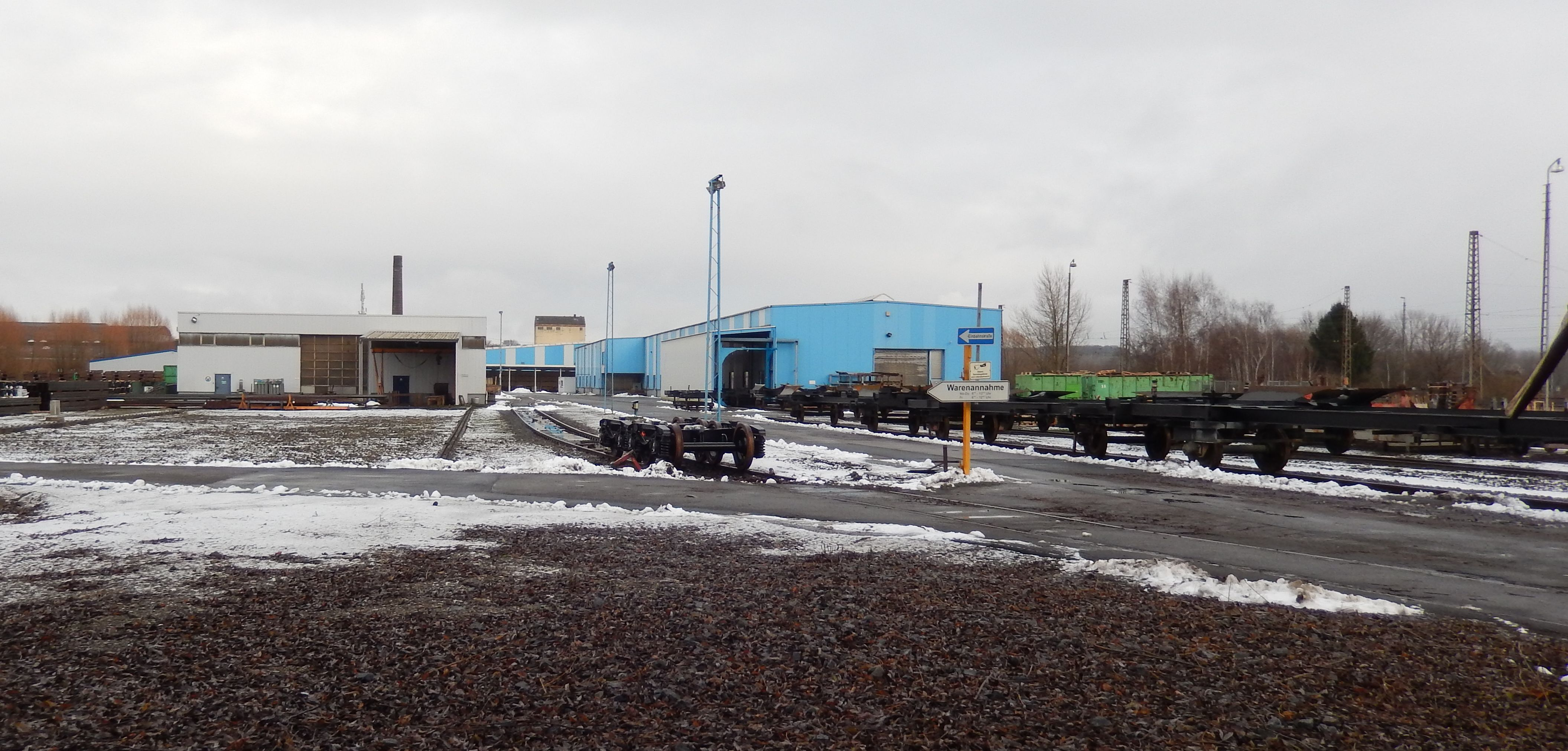
Wagonfabriek te Elze

De wagonfabriek werd in 1914 opgericht, hij is onderdeel van marktleider VTG AG. Het is de belangrijkste in de stad gevestigde onderneming. Een in 1898 opgerichte gieterij werd in 2019 gesloten.
Op 1 maart 1974 werden de omliggende dorpen Esbeck, Mehle, Sehlde, Sorsum, Wittenburg en Wülfingen in de gemeente opgenomen.

## Bezienswaardigheden
- De Petrus-en-Pauluskerk die staat op het hoogste punt van het stadje Elze dateert uit 1827. Eerdere kerken op deze plek dateren uit de 8e eeuw en van 1744.
- De gotische, evangelisch-lutherse Mariakerk te Wülfingen, met aan de gevel een bijzondere zonnewijzer (1998; maker: Erich Pollähne uit Wennigsen (Deister)), dateert uit 1501
- Gotische kloosterkerk van Wittenburg uit 1497, restant van een in 1328 gesticht klooster der Augustijner koorheren. Dit op een heuveltop gelegen klooster stond weer op de plaats van een sedert de tijd van Karel de Grote bestaand kasteel, dat in de 12e eeuw enige tijd door roofridders werd bewoond.
- De evangelisch-lutherse St.-Urbanuskerk in Mehle (1774)
- Vakwerkhuizen in de binnenstad, onder andere aan de winkelstraat Hauptstraße
- Natuurschoon:
  - Ten noordwesten van Elze ligt een heuvelrug met de naam Finie.
  - Natuurreservaat Leineaue unter dem Rammelsberg, op, en gedeeltelijk over de gemeentegrens met Gronau (Leine), is een ecologisch zeer waardevol, beperkt toegankelijk, rivierdal-reservaat met wetlands en ooibos langs de rivier de Leine.[7]
  - Ten oosten van Wülfingen, gedeeltelijk op grondgebied van buurgemeente Nordstemmen, ligt natuurgebied Leineaue zwischen Gronau und Burgstemmen (NSG HA 129). Dit gebied meet 312 hectare. De flora en fauna is er zeer gevarieerd. Er zijn o.a. stukken ooibos, verschillende typen wetlands , stukken weidevogel en -plantenreservaat en diverse meertjes. Enkele daarvan zijn ondergelopen voormalige klei- en grindgroeven langs de Leine, maar de meeste (Wülfinger Teiche, ten oosten van Wülfingen) zijn voormalige slibdepots en slib-bezinkingsvijvers van de suikerfabriek van Nordstemmen.

## Afbeeldingen

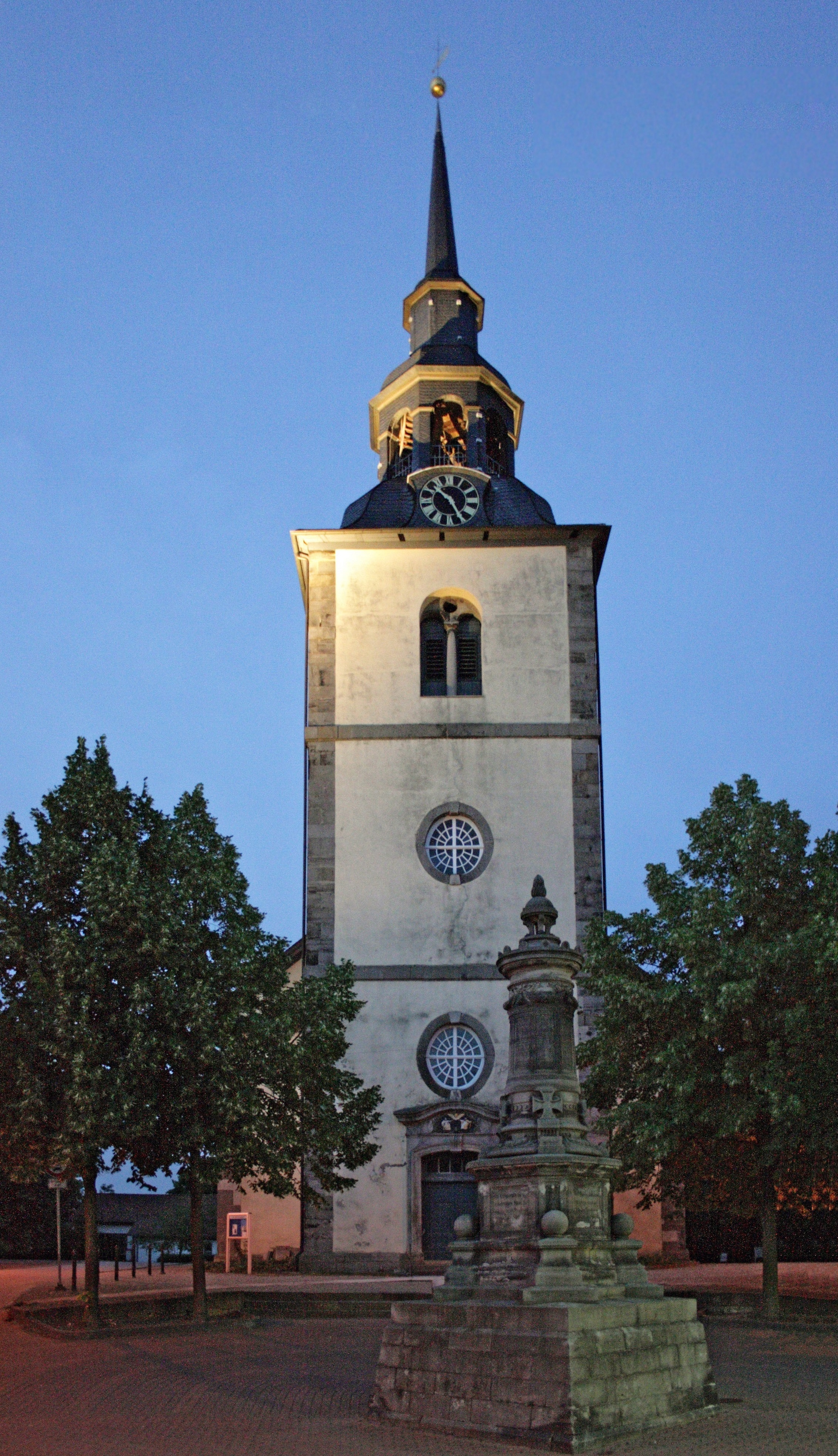
Elze, evang.-lutherse Petrus-en-Pauluskerk
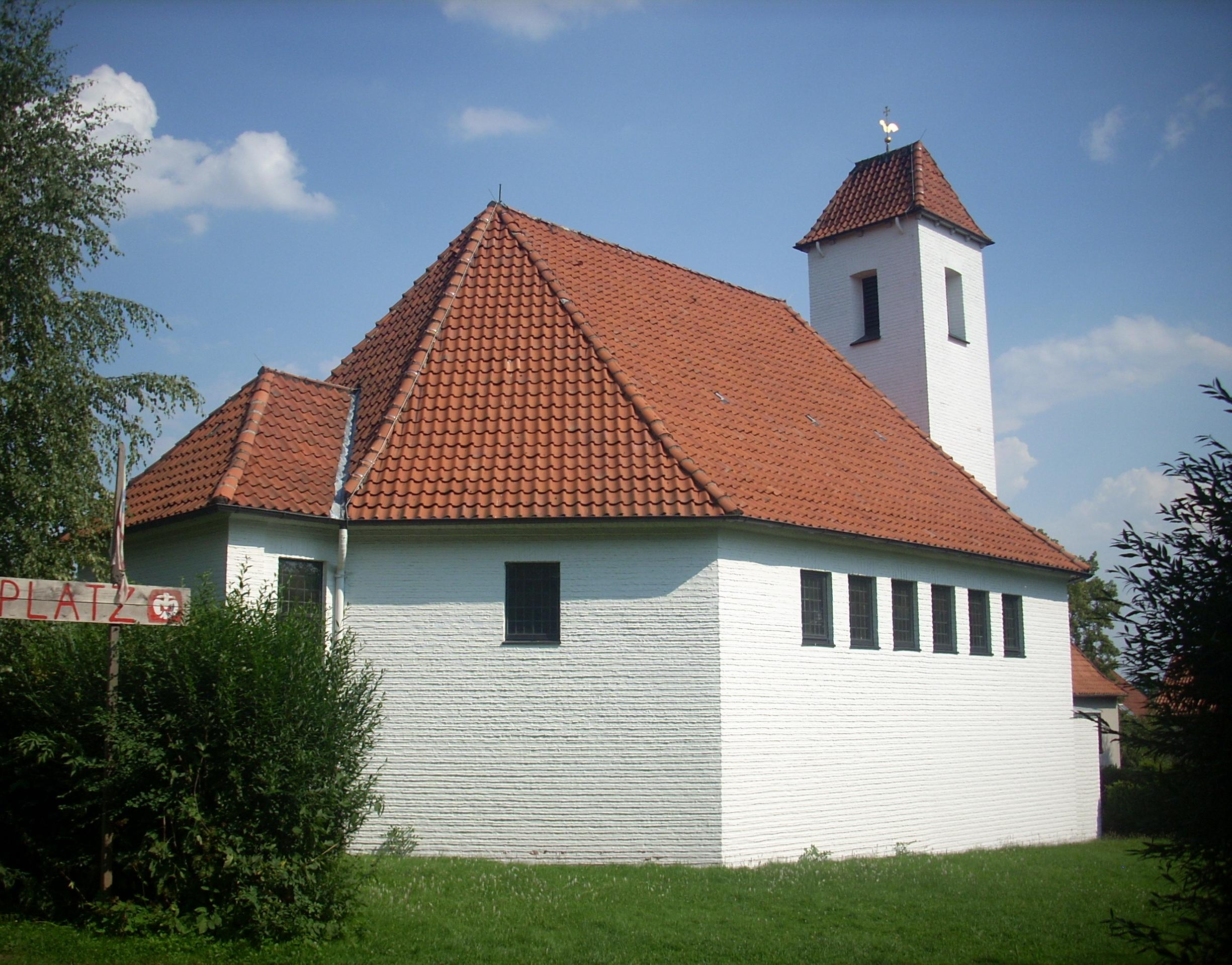
R.K. St.-Petrus-Bandenkerk (1936, vernieuwd in 1953)
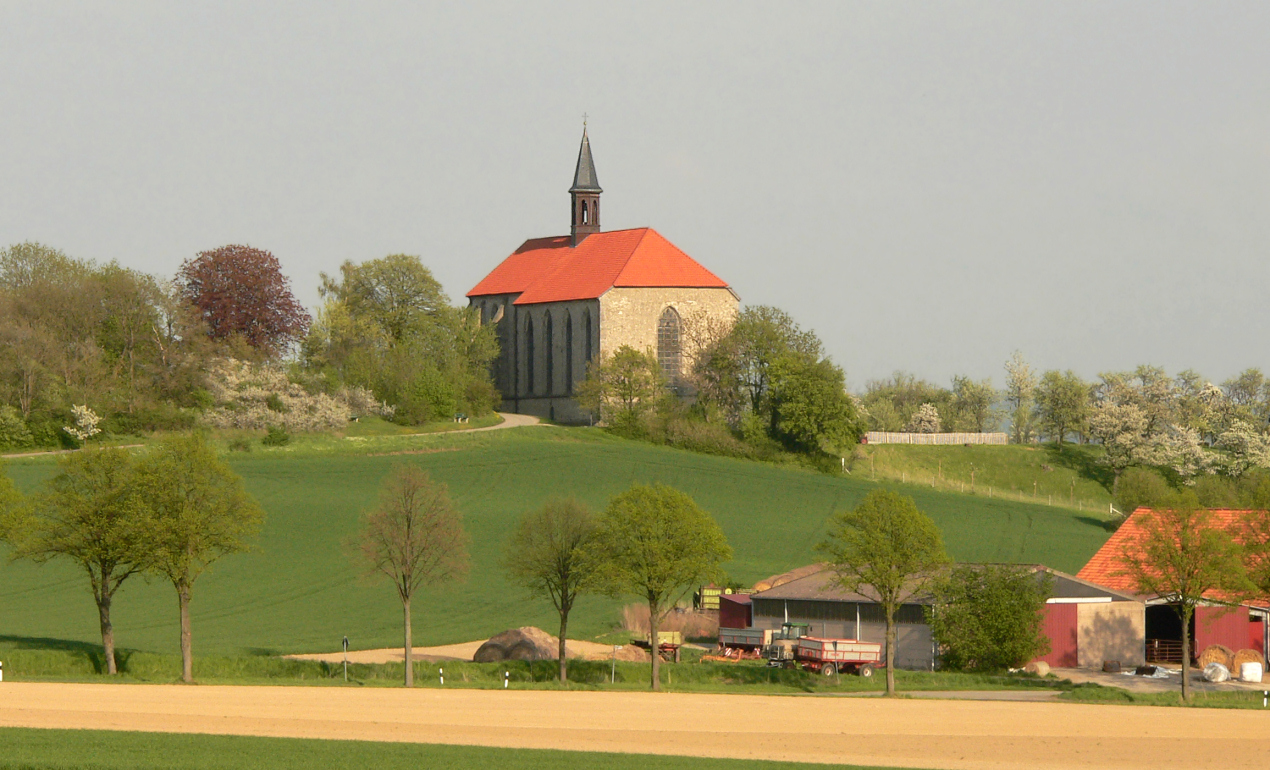
Kloosterkerk Wittenburg
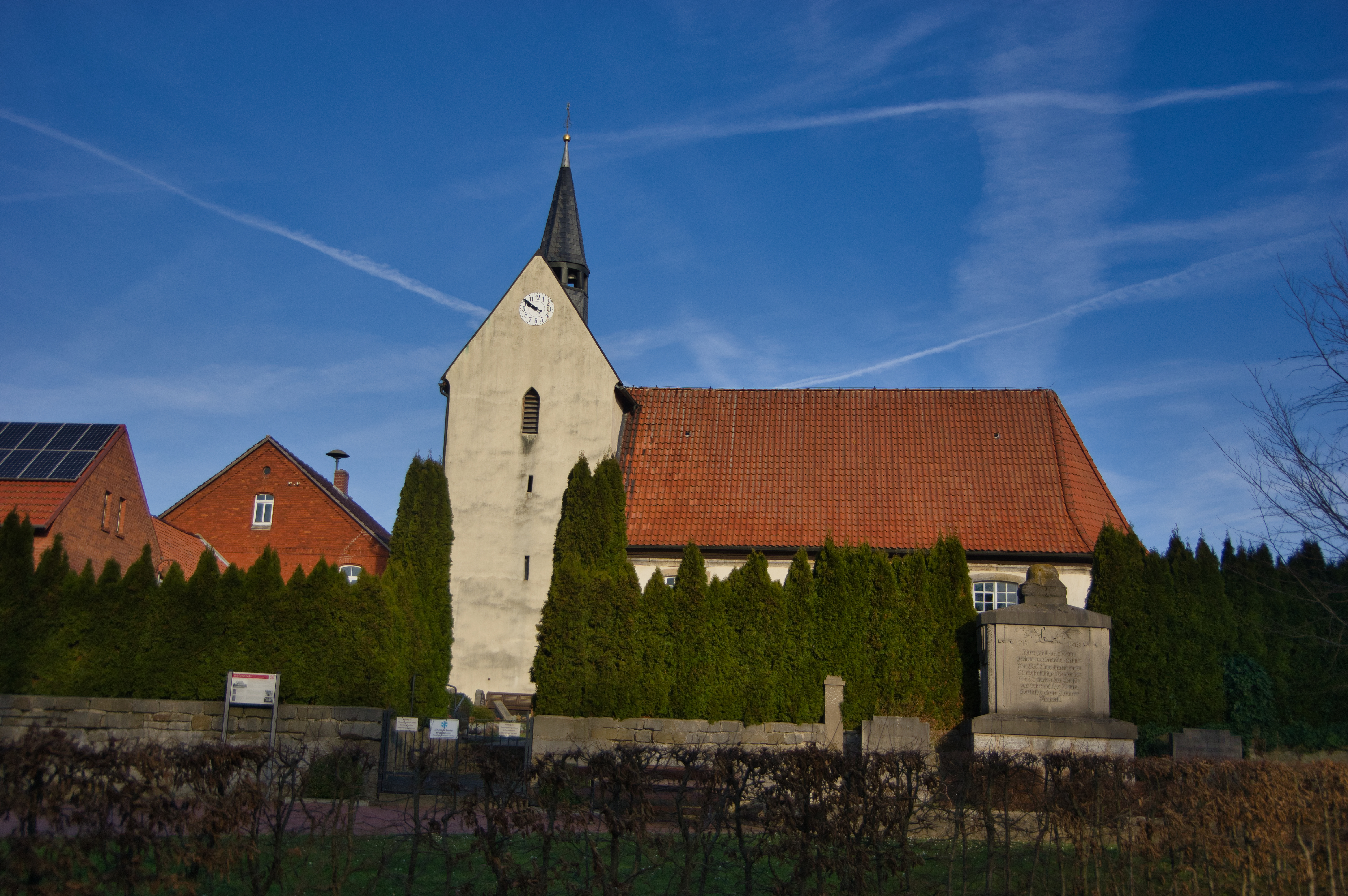
Mariakerk, Sehlde ( 14e-eeuws, in de 18e eeuw gerenoveerd)
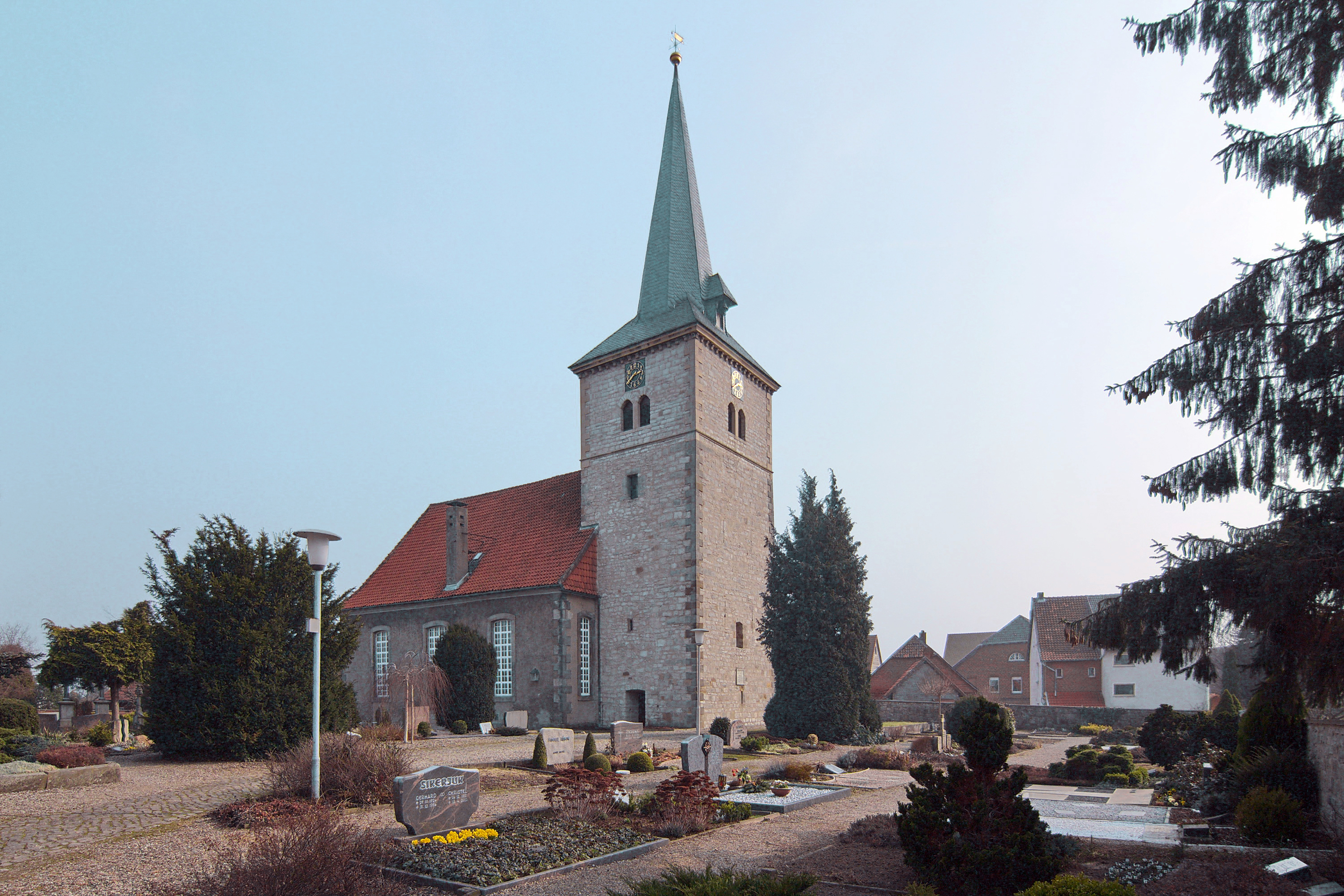
Mariakerk, Wülfingen
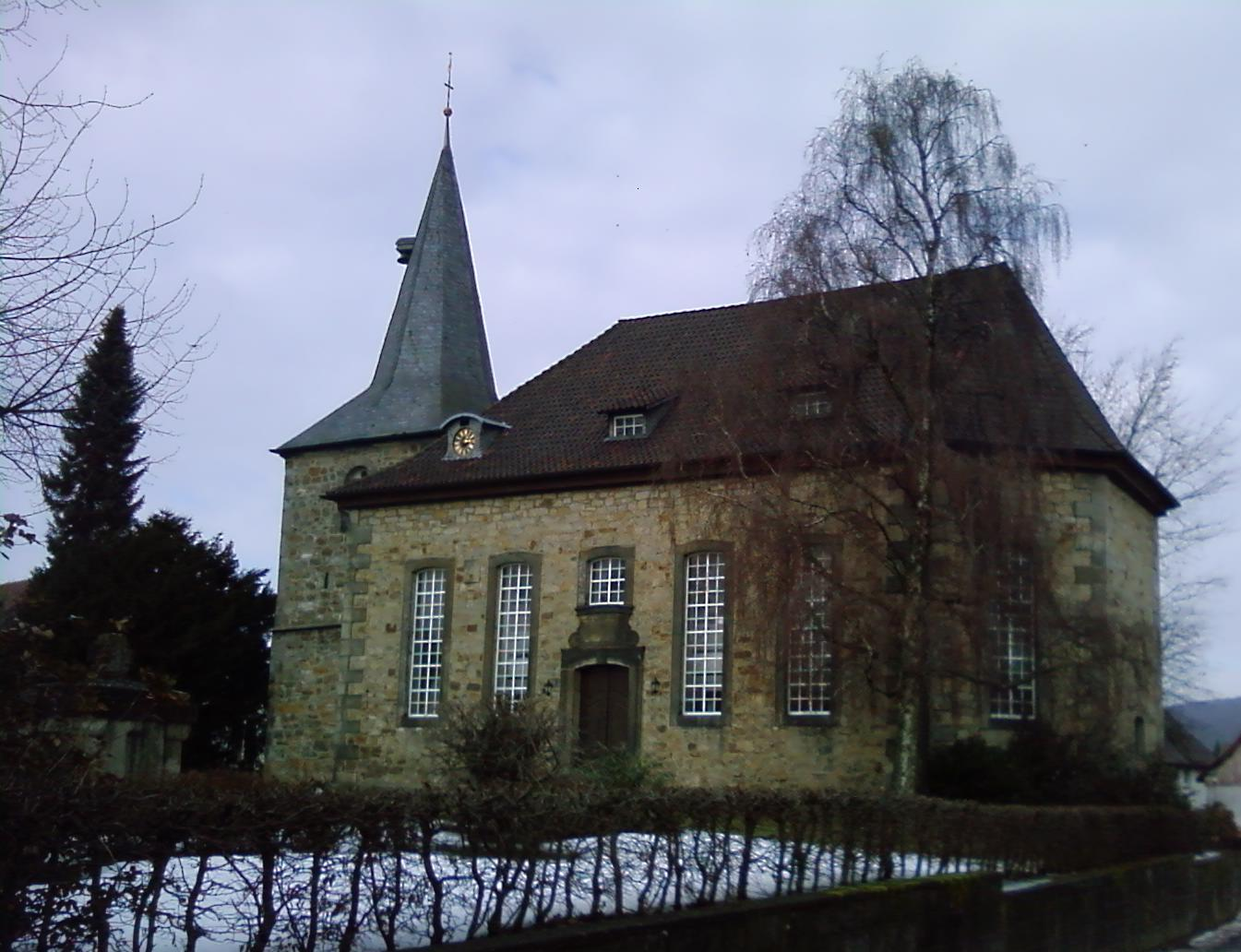
De evang.-lutherse St.-Urbanuskerk in Mehle (1774)
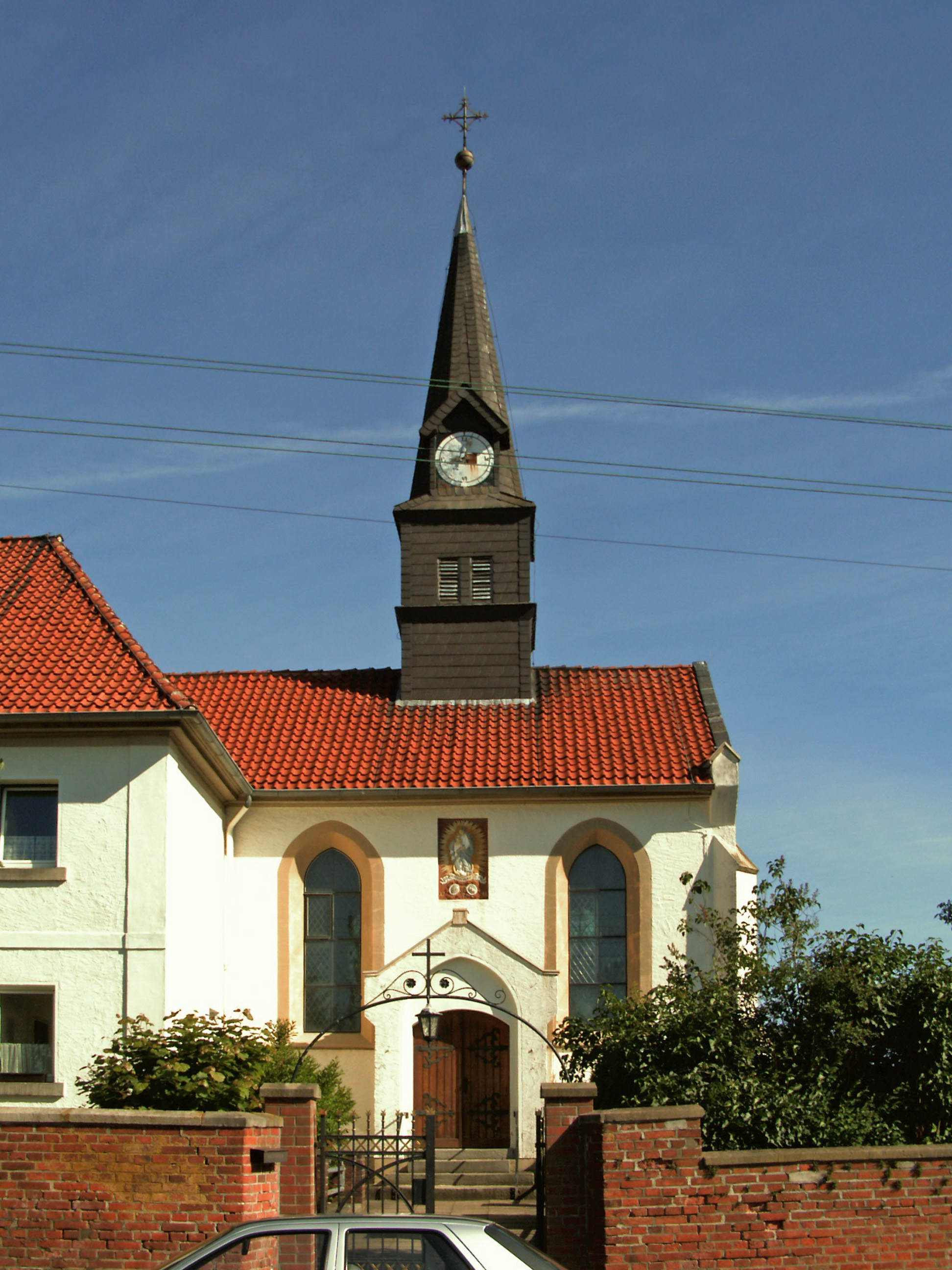
R.K. Mariakerk in Mehle (1846)
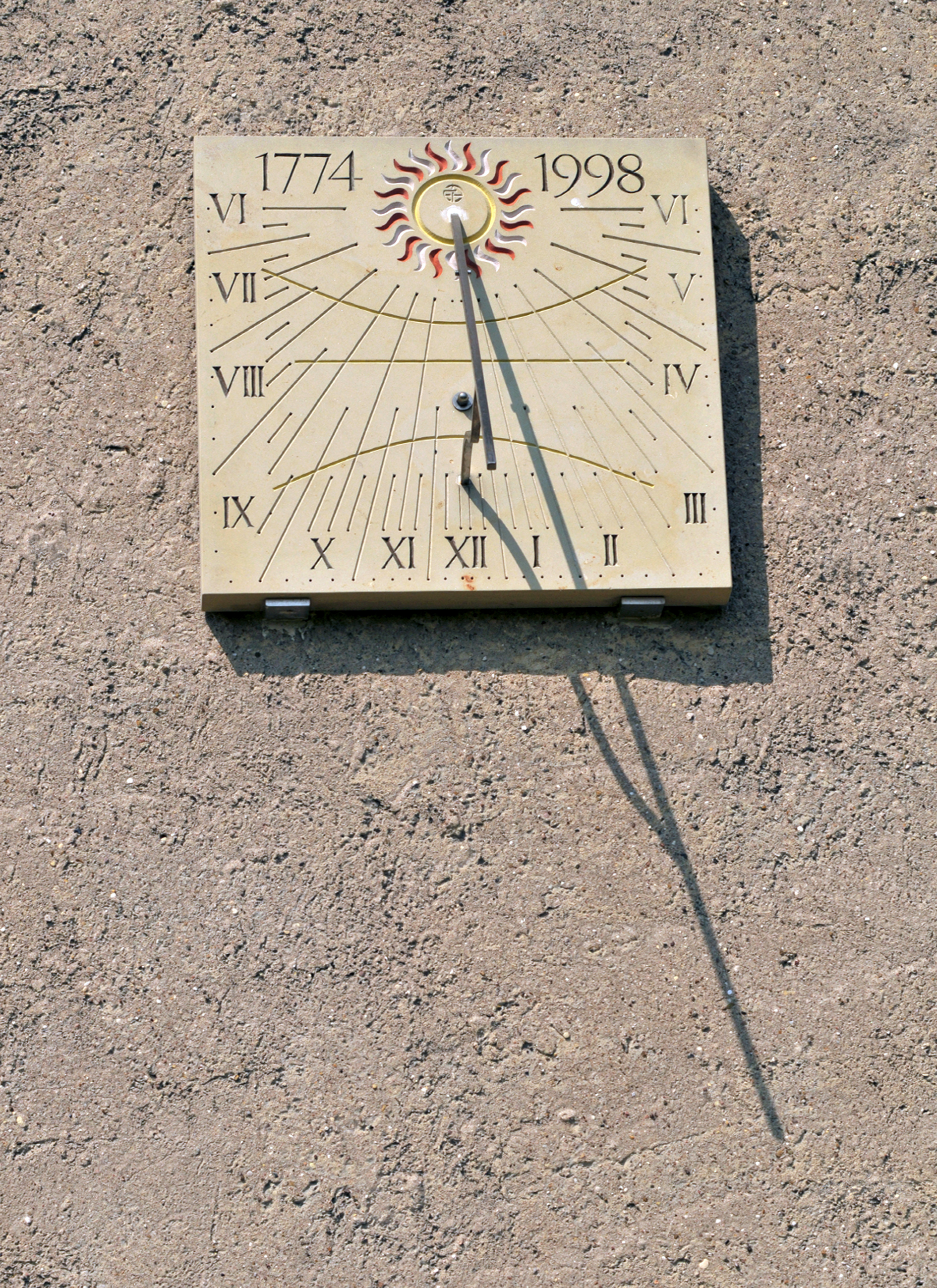
Zonnewijzer Mariakerk Wülfingen
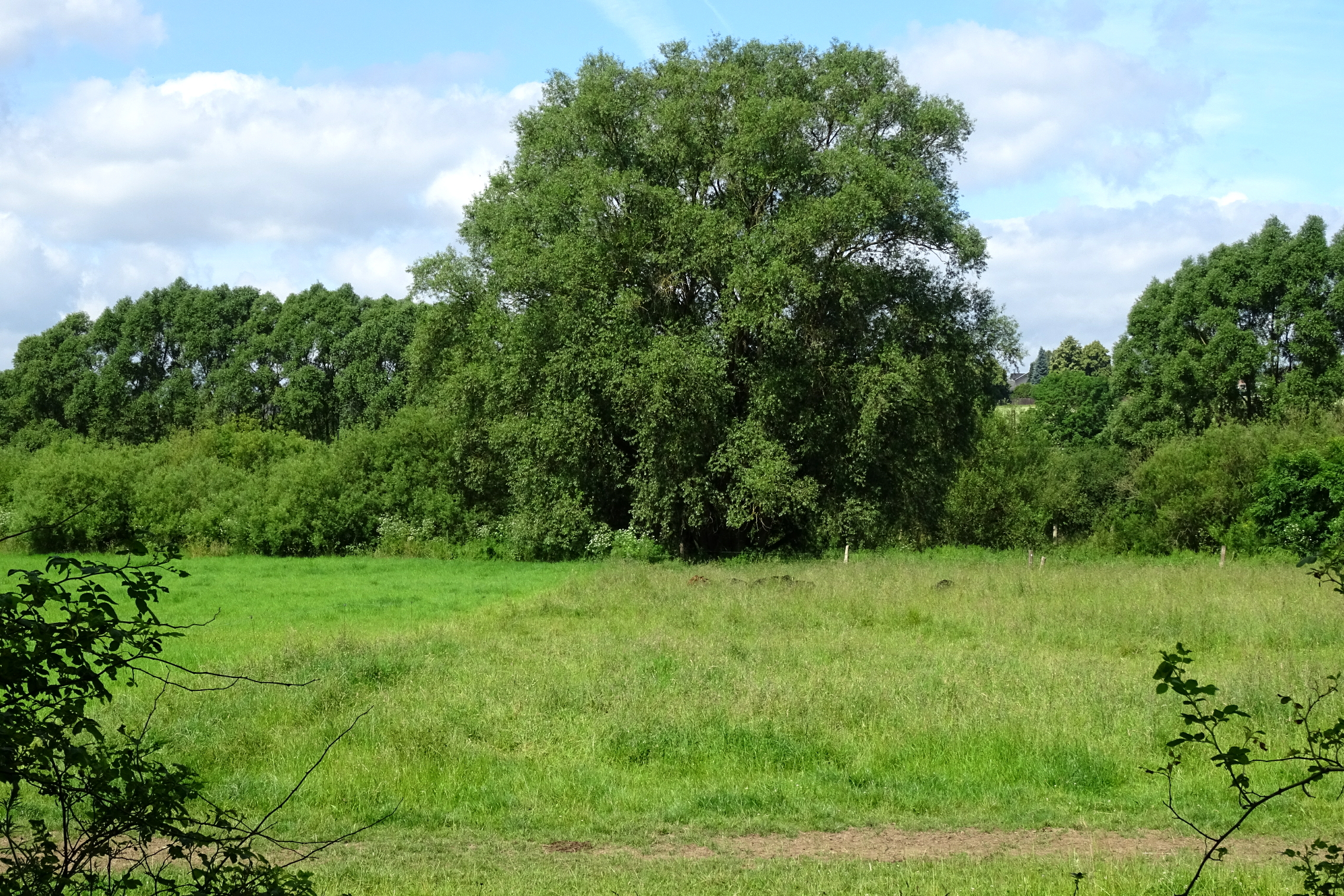
Natuurreservaat Leineaue unter dem Rammelsberg

## Stedenband
- Er bestaat een jumelage met Écouché in Normandië, Frankrijk.

## Geboren
- Justus Gesenius (1601[8]-1673), Duits dichter van protestantse kerkliederen
- Robert Lehnhoff (1906-1950), Duits oorlogsmisdadiger, de 'Beul van Groningen'

## Niet te verwarren met
- Elze, dorp in de gemeente Wedemark in Nedersaksen

- Gemeinsame Normdatei: 4014539-6
- Library of Congress Control Number: n78050108
- Nationale Bibliotheek van Israël: 987007545634305171
- Virtual International Authority File: 137186432
- WorldCat: E39PBJqqwQ6tJFdJPvPpdgwBfq

Adenstedt ·
Alfeld (Leine) ·
Algermissen ·
Almstedt ·
Bad Salzdetfurth ·
Banteln ·
Betheln ·
Bockenem ·
Brüggen ·
Coppengrave ·
Despetal ·
Diekholzen ·
Duingen ·
Eberholzen ·
Eime ·
Elze ·
Everode ·
Freden (Leine) ·
Giesen ·
Gronau (Leine) ·
Harbarnsen ·
Harsum ·
Hildesheim ·
Holle ·
Hoyershausen ·
Lamspringe ·
Landwehr ·
Marienhagen ·
Neuhof ·
Nordstemmen ·
Rheden ·
Sarstedt ·
Schellerten ·
Sehlem ·
Sibbesse ·
Söhlde ·
Weenzen ·
Westfeld ·
Winzenburg ·
Woltershausen